# 四畳半物語 娼婦しの
『四畳半物語 娼婦しの』（よじょうはんものがたりしょうふしの）は、1966年の日本映画。主演：三田佳子、監督：成沢昌茂、製作：東映。白黒映画、R-18（旧成人映画）指定。同年の京都市民映画祭で、三田は主演女優賞を、露口茂はホワイトブロンズ賞 助演男優賞を、それぞれ受賞した。

## 概要
永井荷風作の小説及び春本『四畳半襖の下張』の映画化で、東映に文芸“女”路線を切り拓いた一作である。1965年の『ひも』が「夜の青春シリーズ」としてシリーズ化されたが、このうちの5作品の脚本を書いていた成沢昌茂が監督を務めている。明治末期、売りに出された待合の荒れ果てた離れの四畳半を訪れた作者が、襖の下張りに使われた文ほごを読むという回想形式は原作の導入部と同じだが内容は少し異る。

## ストーリー
待合「立花」の抱え娼婦しのは純情な売春婦。男に騙され、喰いものにされ、なお男との執着を断ち切れず、ひっそり生きる。しのは情夫・竜吉に「立花」に売られ、竜吉は車夫となってしのに客を運んだ。ある晩竜吉が連れてきた旗本崩れのスリ糺との初会に、しのは心惹かれ、竜吉に内緒で糺と逢瀬を繰りかえすようになる。 糺はしのの情愛にうたれ、スリを辞め印刷工として真面目に働き始めた。しかし糺は良家に養子に行くことになりしのに別れを切り出す。糺を愛し抜くしのは糺の幸せを喜ぶが、それを知った竜吉はしのを朝鮮に鞍替えさせようと画策する。

## キャスト
- 深沢しの：三田佳子
- 大島竜吉：露口茂
- 吉岡糺：田村高廣
- 米山きみ：野川由美子
- 安藤道代：三島ゆり子
- 瀬川菊蔵：遠藤辰雄
- 杉村秀男：岡崎二朗
- 立花種子：木暮実千代
- 塚山泰造：進藤英太郎
- りく：浦辺粂子
- 熊谷：唐沢民賢
- 烏有先生：東野英治郎

## スタッフ
- 監督：成沢昌茂
- 企画：小倉浩一郎
- 原作：永井荷風『四畳半襖の下張』
- 脚色：成沢昌茂
- 撮影：鈴木重平
- 音楽：伊部春美
- 美術：鈴木孝俊
- 編集：神田忠男

## 製作
企画は東映京都撮影所所長の岡田茂。1965年の『ひも』から始まる「夜の青春シリーズ」の製作過程で浮上した企画である。本作に相当際どいセリフがあり、成沢昌茂に監督をやらせれば色っぽいものになるだろうと期待しての指名だったが、際どい内容にはならなかった。成沢は「時代劇は着物を着ているので、なかなかそうはいかない。三田佳子は看板スターですからそう裸に剝くことは出来なくて」などと言い訳した。当時はテレビの影響でアップに頼る演出が増えていたが、成沢は師匠の溝口健二を、忍ばせる長回しを多用し、全篇でわずか39カットという大胆な構成を試みている。
映倫とタイトルで揉め、この題名に変更された。

## 受賞・評価・公開

### 受賞
- 三田佳子 - 京都市民映画祭 主演女優賞[3]。
- 露口茂 - ホワイトブロンズ賞 助演男優賞[4]。

### 評価
「春本に便乗した」、「日本映画もここまで落ちた」、と批評される一方、「意外に力作」、「成人映画の割りには色気は少ないが佳作」、と評されている。シネマヴェーラ渋谷は、「モダンなタイトルや音楽、クレーンによる長回し撮影が荷風の世界と融合。薄倖の娼婦と零落した旗本の恋を情感豊かに描いた東映文芸女性映画の白眉」等と評している。

### 公開
日本公開前日の1966年2月16日の『11PM』に三田佳子が出演し映画の宣伝を行った。併映は『脅迫（おどし）』（主演：三國連太郎、監督：深作欣二）。